# Милица Боева
Милица Боева е българска учителка и революционерка, деятелка на Вътрешната македоно-одринска революционна организация.

## Биография
Родена е в Кичево. Става българска учителка в Кичевско, като същевременно влиза във ВМОРО. Служи като куриер и поси поверителни писма из Кичевската околия. Сътрудничи с Йордан Пиперката, Наке Янев, Кръстьо Алексов, Ефтим Божинов и Ванчо Сърбаков. По време на въстанието носи съобщения на щаба в планината Гюргейца и в Копачка и в Рабетинкол. След въстанието бяга нелегална в Патейчката планина, след което слиза в Кичево и се укрива в къщата на татко си. След амнистията се легализира. Работи като учителка в Кичево, а след това в Кнежино. След като Кичевско попада в Сърбия, отказва да стане сръбска учителка и работи с мъжа си Йосиф Боев във фурна в Адакале на Дунав. Мъжът ѝ е преследван от сръбските власти и отива на печалба в Румъния, където умира. По време на Втората световна война е при сина си Стойче в Струмица, който е интерниран в лагера Кръстополе.
Умира след 1946 година.